# Newell Highway
Der Newell Highway ist eine Fernstraße durch das Zentrum des australischen Bundesstaates New South Wales. Er verbindet den Leichhardt Highway, den Barwon Highway und den Cunningham Highway in Goondiwindi an der Grenze nach Queensland mit dem Goulburn Valley Highway in Tocumwal an der Grenze zu Victoria. Der Newell Highway ist mit 1.050 km der längste Highway in New South Wales und verläuft etwa 400 km im Landesinneren parallel zur Küste. Damit ist er eine wichtige Interstate Straßenverbindung, die die dichtbesiedelten Küstengebiete großräumig umgeht.

## Verlauf
Der Newell Highway hat seinen Anfang in Goondiwindi am Macintyre River, einer Kleinstadt an der Grenze zwischen New South Wales und Queensland. Dort gilt er als Fortsetzung des Leichhardt Highway (NA39 / A5), der von Norden her nach Goondiwindi führt. Gleich nach dem Grenzübertritt zweigt in Boggabilla der Bruxner Highway (R44) nach Südosten ab.
Nach etwa 130 km in südlicher Richtung erreicht der Newell Highway die Stadt Moree, wo er den Gwydir Highway (R38) kreuzt. Moree ist Zentrum der Baumwollindustrie im nördlichen New South Wales. Auch ist Moree bekannt für seine Thermalquellen, welche heilende Wirkung haben sollen.
Circa 100 km weiter südlich am Newell Highway liegt die Stadt Narrabri. Dort kreuzt der Kamilaroi Highway (R37). In unmittelbarer Nähe von Narrabri befinden sich der Mount-Kaputar-Nationalpark und das CSIRO Australia Telescope. Dies ist ein Radioteleskop bestehend aus sechs Parabolantennen mit je 22 m Durchmesser.
Weitere 120 km in Richtung Südwesten erreicht der Newell Highway die Kleinstadt Coonabarabran. Hier trifft von Port Macquarie an der Ostküste kommend der Oxley Highway (R34) auf den Newell Highway. Beide verlaufen die nächsten 95 Kilometer bis nach Gilgandra zusammen. In Gilgandra trifft der Castlereagh Highway (R55) von Norden her auf die beiden Highways, der Oxley Highway zweigt in Richtung Westen ab und der Newell Highway führt in Richtung Süden weiter nach Dubbo.
In Dubbo treffen mehrere Highways aufeinander. So kreuzt der Mitchell Highway (R32) von Südost nach Nordwest und der Golden Highway (S84) trifft aus Richtung Osten kommend auf den Newell Highway.
Folgt man dem Newell Highway weiter in Richtung Süden, so erreicht man nach 120 km die Stadt Parkes. Parkes liegt an der transkontinentalen Eisenbahnlinie und ist Haltepunkt des Indian Pacific. Bekannt ist außerdem noch das Parkes-Observatorium außerhalb der Stadt. Dieses Radioteleskop wurde von der NASA während der Apollo-Missionen als Stützpunkt auf der südlichen Erdhalbkugel genutzt. Diese Rolle wurde auch in dem Spielfilm The Dish verfilmt.
Im weiteren Verlauf in Richtung Südwesten führt der Newell Highway durch Forbes, Marsden und West Wyalong. Zwischen den beiden letztgenannten Orten wird die Straße vom Newell Highway und dem Mid-Western Highway (R24) genutzt. Letzterer führt von Bathurst nach Hay. West Wyalong ist hauptsächlich als Standort zur Herstellung von Eukalyptusöl bekannt.
Narrandera ist die nächste größere Stadt am Newell Highway, etwa 140 km südwestlich von West Wyalong. In Narrandera kreuzt der Sturt Highway (N20) in West-Ost-Richtung. Die Stadt ist bekannt als Zentrum einer landwirtschaftlich sehr ertragreichen Gegend, die durch großflächige künstliche Bewässerung geschaffen wurde. So werden heute neben dem traditionellen Getreideanbau und der Schafzucht auch Zitrusfrüchte und Wein erfolgreich angebaut.
Weitere Orte im Verlauf des Newell Highway sind Jerilderie und Finley, wo der Riverina Highway (R58) kreuzt. In Tocumwal erreicht der Newell Highway die Grenze zu Victoria und damit auch sein Ende. In Victoria findet der Newell Highway seine Fortsetzung im Goulburn Valley Highway (NA39), der in Verbindung mit dem Hume Highway (N31) bis nach Melbourne führt.